# Elisabeth A. Lloyd
Elisabeth A. Lloyd (3 de septiembre de 1956 (68 años) es una filósofa de la ciencia estadounidense. La mayor parte del trabajo de Lloyd se ha centrado en el análisis filosófico de la biología evolutiva. Asimismo, ha publicado multitud de artículos en torno a la filosofía de la ciencia en general y la epistemología feminista. Actualmente pertenece al Departamento de Filosofía e Historia de la Ciencia Archivado el 17 de diciembre de 2006 en Wayback Machine. de la Universidad de Indiana (Bloomington).  

### Libros
- 2008. Science, Politics and Evolution, Cambridge University Press ISBN 9780521865708

- 2005. The Case of the Female Orgasm: Bias in Evolutionary Science, Harvard University Press (nueva edición, 2006 ISBN 0674022467)

- 1988. The Structure and Confirmation of Evolutionary Theory, Greenwood Press. Reimpreso Princeton University Press, 1994 ISBN 0691000468

- 1992. Con Evelyn Fox Keller. Keywords in Evolutionary Biology, Harvard University Press

### Artículos en línea
- Lloyd, EA (2005a) "Why the Gene will Not Return" Archivado el 2 de mayo de 2006 en Wayback Machine.
- Lloyd, EA et al (2005b) "Pluralism Without Genic Causes?" Archivado el 2 de mayo de 2006 en Wayback Machine.
- Lloyd, EA (2001) "Units and Levels of Selection: An Anatomy of the Units of Selection Debates" Archivado el 2 de mayo de 2006 en Wayback Machine.
- Lloyd, EA (2000) "Science Gone Astray: Evolution and Rape" Archivado el 2 de mayo de 2006 en Wayback Machine.